# 7 октября
7 октября — 280-й день года (281-й в високосные годы) по григорианскому календарю.
До конца года остаётся 85 дней.
До 15 октября 1582 года — 7 октября по юлианскому календарю, с 15 октября 1582 года — 7 октября по григорианскому календарю.
В XX и XXI веках соответствует 24 сентября по юлианскому календарю.

## Праздники и памятные дни

### Национальные
- Россия — День образования штабных подразделений МВД.
- Израиль — Национальный день памяти жертв событий 7 октября и «войны железных мечей»[источник не указан 303 дня].

#### Исторические
- СССР — День Конституции (1977—1991, фактически в 1991 не отмечался).
- ГДР — День Республики, годовщина основания государства (1949).

### Религиозные
- Католичество:

 — праздник Девы Марии Розария (в память о победе в битве при Лепанто).
- Православие[2][3]:

 — память первомученицы равноапостольной Фёклы Иконийской (I век);
 — память священномученика Василия Воскресенского, диакона (1918 год);
 — память священномучеников Андрея Быстрова и Павла Березина, пресвитеров, преподобномученика Виталия (Кокорева), монаха и мучеников Василия Виноградова, Сергия Михайлова и Спиридона Савельева (1937 год);
 — память священномученика Никандра Гривского, пресвитера (1940 год);
 — память преподобного Никандра пустынножителя, Псковского чудотворца (1581 год);
 — память преподобномученика Галактиона Вологодского (1612 год);
 — память преподобного Коприя Палестинского (530 год);
 — память святого Владислава, короля Сербского (1239 год);
 — празднование Мирожской иконы Божьей Матери (1198 год).
- Житие преподобного отца нашего Никандра Псковского // Жития святых на русском языке, изложенные по руководству Четьих-Миней свт. Димитрия Ростовского : 12 кн., 2 кн. доп. — М.: Моск. Синод. тип., 1903—1916. — Т. I: Сентябрь, День 24.

## События

### До нашей эры
- 312 до н. э. — по македонскому календарю с этого дня ведётся отсчёт эры Селевкидов. В августе бывший полководец Александра Македонского Селевк I Никатор завоевал Вавилон и основал Сирийское царство, просуществовавшее до 64 года до н. э.

### До XIX века
- 1571 — битва при Лепанто между флотом Священной Лиги и флотом Османской империи, одно из крупнейших морских сражений в истории. Полная победа христианского флота, конец османскому владычеству на Средиземном море.
- 1604
  - В Сибири закончено строительство томского острога. Этот день является официальной датой основания Томска.
  - Разгром османской армии на подступах к Загему грузинским войском царевича Юрия (Георгия) при поддержке московских стрельцов из посольской свиты Татищева.
- 1780 — сражение при Кингс-Маунтин (Война за независимость США).
- 1793 — во французском Реймсе была прилюдно разбита Святая Стеклянница, миром которой осуществлялось помазание более 30 королей Франции, а также, по легенде, крещение в V веке короля франков Хлодвига I.

### XIX век
- 1806 — в Англии запатентована первая копировальная бумага.
- 1826 — в Массачусетсе открыта первая в США железная дорога.
- 1868 — в США открыт Корнеллский университет.
- 1879 — в Вене заключён Австро-германский договор.
- 1897 — в Вильнюсе создан «Бунд» — Всероссийский еврейский рабочий союз.

### XX век
- 1903 — в Онтарио (Канада) открыты залежи серебра.
- 1905 — началась Всероссийская политическая стачка[5].
- 1913 — возле Калгари (Канада) открыто месторождение нефти[источник не указан 797 дней].
- 1919 — основана старейшая авиакомпания, сохранившая до сих пор своё первоначальное название — голландская KLM (Королевские нидерландские авиалинии).
- 1920 — первые сто женщин приняты в Оксфордский университет.
- 1931 — в Магнитогорске закончилась кладка первой домны.
- 1940 — указом Президиума Верховного Совета РСФСР рабочий посёлок Красногорск был преобразован в город.
- 1949 — образование Германской Демократической Республики. Это день стал национальным праздником в ГДР — Днём Республики. В день праздника проводилась церемония награждения Национальной премией ГДР.
- 1958 — Сирия и Египет упразднили свои правительства, создав единое правительство ОАР.
- 1959 — космический аппарат «Луна-3» впервые совершил облёт Луны. Аппарат сделал первые фотоснимки её обратной стороны и передал изображения на Землю.
- 1966 — из СССР были высланы все китайские студенты[источник не указан 797 дней].
- 1971
  - В Нью-Йорке прошла премьера фильма «Французский связной» с Джином Хэкменом в главной роли. Позже фильм был удостоен четырёх «Оскаров».
  - Фирмой грамзаписи «Motown Records» выпущен первый сингл Got to Be There 13-летнего Майкла Джексона. К концу года песня попадёт в топ-10 американского хит-парада, а в начале следующего окажется в первой десятке британского.
- 1975 — заключён Договор о дружбе, сотрудничестве и взаимной помощи между СССР и ГДР.
- 1977 — в СССР принята брежневская конституция.
- 1978 — катастрофа Як-40 под Свердловском, 38 погибших.
- 1979 — катастрофа DC-8 в Афинах. Погибли 14, ранены 10 человек из 154.
- 1982 — в Нью-Йорке прошла премьера мюзикла «Кошки» английского композитора Эндрю Ллойда Уэббера. В сентябре 2000 года состоялось его последнее — 7485-е — представление на Бродвее.
- 1988 — в Риге впервые с 1940 года поднят флаг Латвии.
- 1991 — Верховная рада Украины утвердила Устав Национального банка Украины.
- 1992 — Национальный Совет Азербайджана проголосовал против вступления республики в СНГ.
- 1993 — Пост № 1 в России перенесён от Мавзолея Ленина к могиле Неизвестного солдата.

### XXI век
- 2001 — США начали военную операцию в Афганистане.
- 2004 — король Камбоджи Нородом Сианук отрёкся от престола по состоянию здоровья. Через неделю на престол взошёл его младший сын.
- 2008
  - Инцидент с A330 над Индийским океаном, 119 пострадавших.
  - На Землю упал астероид 2008 TC3.
- 2021 — начало массового отравления метанолом в Оренбургской области
- 2023
  - Вторжение ХАМАС в Израиль: резня на музыкальном фестивале в Реиме, в Кфар-Азе, Беэри, Нахаль-Озе. Начало войны в Газе.
  - Землетрясения в Герате, более 2800 погибших.

## Родились

### До XIX века
- 15 до н. э. — Друз Младший (ум. 23), римский военачальник и политик, консул 15 и 21 гг., сын и наследник Тиберия.
- 1573 — Уильям Лод (ум. 1645), архиепископ Кентерберийский, религиозный реформатор.
- 1619 — Ван Фучжи (ум. 1692), китайский философ и учёный-энциклопедист, обладавший учёной степенью цзюй жэнь.
- 1675 — Розальба Каррьера (ум. 1757), итальянская художница и миниатюристка Венецианской школы, один из главных представителей стиля рококо в искусстве Италии и Франции.
- 1746 — Уильям Биллингс[англ.] (ум. 1800), американский композитор («Честер», «Возрадуйся, Америка» и др.).

### XIX век
- 1804 — Григорий Елисеев (ум. 1892), купец 1-й гильдии, основатель первого российского акционерного банка (1864).
- 1826 — Уильям Бейт (ум. 1905), американский политик и военный, генерал армии Конфедерации, 23-й губернатор штата Теннесси.
- 1834 — Бронислав Шварце (ум. 1904), польский революционер, участник январского восстания (1863).
- 1846 — Владимир Кёппен (ум. 1940), российский географ, метеоролог и ботаник.
- 1849 — Джеймс Уиткомб Райли (ум. 1916), американский писатель, поэт, автор бестселлеров.
- 1879 — Джо Хилл (ум. 1915), американский поэт-песенник шведского происхождения, борец за права трудящихся.
- 1880 — Пауль Хауссер (ум. 1972), немецкий военный деятель, генерал-лейтенант Рейхсвера (1932), оберстгруппенфюрер СС и генерал-полковник войск СС (1944). Один из создателей и руководителей войск СС.
- 1881 — Михаил Дроздовский (убит в 1919), русский военачальник, генерал-майор, один из руководителей Белого движения.
- 1885 — Нильс Бор (ум. 1962), датский физик, лауреат Нобелевской премии (1922).
- 1896 — Грете Розенберг (ум. 1979), немецкая пловчиха, серебряный призёр Олимпийских игр (1912).
- 1900 — Генрих Гиммлер (покончил с собой в 1945), один из главных политических и военных деятелей нацистской Германии.

### XX век
- 1910 — Георги Абаджиев (ум. 1963), македонский писатель, один из основоположников национальной исторической прозы.
- 1914 — Йозеф Франтишек (погиб в 1940), чехословацкий лётчик-ас, участник битвы за Британию во Второй мировой войне.
- 1915 — Маргарита Алигер (ум. 1992), советская поэтесса, переводчица, журналистка, военный корреспондент.
- 1924 — Иван Петров (ум. 1990), советский художник, мастер батальной живописи, заслуженный художник Украинской ССР.
- 1925 — Людмила Фетисова (ум. 1962), русская драматическая актриса, народная артистка РСФСР.
- 1927 — Раиса Куркина, актриса театра, кино и дубляжа, заслуженная артистка РСФСР.
- 1928 — Юрий Саранцев (ум. 2005), советский и российский киноактёр, мастер дубляжа, народный артист России.
- 1931 — Десмонд Туту (ум. 2021), южноафриканский епископ, борец с апартеидом, лауреат Нобелевской премии мира (1984).
- 1934
  - Ульрика Майнхоф (ум. 1976), западногерманская террористка, одна из лидеров «Фракции Красной армии».
  - Новелла Матвеева (ум. 2016), советская и российская поэтесса, прозаик, переводчица, бард, драматург, литературовед.
- 1935 — Томас Кенилли, австралийский писатель, драматург.
- 1949 — Лилия Шевцова, российский политолог, доктор исторических наук.
- 1950
  - Виктор Матросов (ум. 2015), российский математик, академик РАН.
  - Владимир Молчанов, советский и российский журналист, автор и ведущий телепрограммы «До и после полуночи».
- 1952
  - Владимир Путин, президент России (2000—2008 и с 2012).
  - Людмила Турищева, советская гимнастка, 4-кратная олимпийская чемпионка, многократная чемпионка мира и Европы.
- 1953 — Тико Торрес, ударник американской группы «Bon Jovi».
- 1957 — Джейн Торвилл, британская фигуристка, 4-кратная чемпионка мира по танцам на льду, олимпийская чемпионка (1988).
- 1959 — Дилан Бейкер, американский актёр.
- 1964 — Саманта Браун, британская певица, музыкант, автор текстов песен.
- 1965 — Ариэль Бесс, французская киноактриса.
- 1967 — Тони Брэкстон, американская певица и автор песен, актриса.
- 1968 — Том Йорк, британский рок-музыкант, вокалист и гитарист группы «Radiohead».
- 1971 — Дмитрий Орлов, российский киноактёр, кинорежиссёр, сценарист и продюсер.
- 1972 — Джорджо Ди Чента, итальянский лыжник, двукратный олимпийский чемпион.
- 1974 — Руслан Нигматуллин, российский футболист, вратарь.
- 1976 — Жилберту Силва, бразильский футболист, чемпион мира (2002).
- 1979 — Симона Аманар, румынская гимнастка, 3-кратная олимпийская чемпионка, многократная чемпионка мира и Европы.
- 1980 — Андрей Капралов, российский пловец, чемпион мира (2003) и Европы (2000, 2006).
- 1982 — Анастасия Стоцкая, украинская и российская певица, актриса.
- 1983 — Максим Траньков, российский фигурист (парное катание), двукратный олимпийский чемпион (2014), чемпион мира и Европы.
- 1984 — Тома Икута, японский певец и актёр.
- 1986 — Бри Олсон, американская порноактриса.
- 1993 — Кимберли Бос, нидерландская скелетонистка.
- 1994 — Эльмира Абдразакова, российская модель.
- 1998 — Трент Александер-Арнольд, английский футболист.

## Скончались

### До XIX века
- 1571 — Доротея Саксен-Лауэнбургская (р. 1511), супруга короля Дании и Норвегии Кристиана III.
- 1577 — Джордж Гаскойн (р. 1535), английский поэт и драматург.
- 1652 — Александр Кейринкс (р. 1600), фламандский художник эпохи барокко.
- 1796 — Томас Рид (р. 1710), основатель шотландской школы философии «здравого разума».

### XIX век
- 1845 — Изабелла Кольбран (р. 1785), итальянская оперная певица (драматическое сопрано).
- 1849 — Эдгар Аллан По (р. 1809), американский писатель, поэт и литературный критик.
- 1864 — Аполлон Григорьев (р. 1822), русский поэт, критик, мемуарист.
- 1871 — Джон Фокс Бергойн (р. 1782), британский военачальник, фельдмаршал.
- 1896 — Джон Даун (р. 1828), британский учёный, открывший синдром Дауна.

### XX век
- 1910 — погиб Лев Мациевич (р. 1877), российский авиатор, деятель украинского национально-освободительного движения.
- 1921 — Яаа Асантева (р. 1840), глава освободительного восстания ашанти против британцев.
- 1927 — Поль Серюзье (р. 1864), французский художник, основатель группы «Наби».
- 1933 — Василий Водовозов (р. 1864), российский экономист.
- 1939
  - Харви Кушинг (р. 1869), американский врач-нейрохирург, пионер хирургии мозга.
  - Борис Щукин (р. 1894), актёр театра и кино, народный артист СССР.
- 1941 — погиб Иван Флёров (р. 1905), командир первой в РККА отдельной батареи реактивной артиллерии, Герой России.
- 1953 — Эмиль Филла (р. 1882), живописец, график и скульптор, один из крупнейших представителей чешского кубизма.
- 1954 — Борис Збарский (р. 1885), биохимик, академик АМН СССР, Герой Социалистического Труда.
- 1955 — Владимир Рябушинский (р. 1873), русский предприниматель, банкир.
- 1959 — Марио Ланца (р. 1921), американский певец (тенор) и актёр.
- 1964 — Бернхард Гёцке (р. 1884), немецкий киноактёр.
- 1970 — Евгений Логинов (р. 1907), советский военный и политический деятель, маршал авиации.
- 1975 — Пранас Будвитис (р. 1900), литовский журналист, поэт, переводчик.
- 1977 — Сергей Орлов (р. 1921), советский поэт.
- 1978 — Анри Корбен (р. 1903), французский философ и исламовед.
- 1979 — Яков Матвеевич Гудкин (р. 1905), советский киноактёр.
- 1990 — Сергей Лапин (р. 1912), советский государственный и партийный деятель, генеральный директор ТАСС, председатель Гостелерадио СССР.
- 1993
  - Сергей Павлов (р. 1929), советский государственный деятель, в 1959—1968 первый секретарь ЦК ВЛКСМ.
  - Андрей Тихонов (р. 1906), советский математик и геофизик, академик, дважды Герой Социалистического Труда.
- 1994 — Майя Булгакова (р. 1932), актриса театра и кино, народная артистка РСФСР.
- 1999 — Генрих Сапгир (р. 1928), русский поэт и прозаик.

### XXI век
- 2006 — убита Анна Политковская (р. 1958), российская журналистка.
- 2008 — Эдуард Балтин (р. 1936), Герой Советского Союза, адмирал.
- 2013
  - Иоанна Хмелевская (р. 1932), польская писательница, автор иронических детективов.
  - Юрий Чурбанов (р. 1936), первый заместитель министра внутренних дел СССР (1980—1984), зять Л. И. Брежнева.
  - Патрис Шеро (р. 1944), французский оперный, кино- и театральный режиссёр.
- 2014 — Зигфрид Ленц (р. 1926), немецкий писатель-новеллист и драматург.
- 2016 — Людмила Иванова (р. 1933), советская и российская актриса театра и кино, народная артистка РСФСР.
- 2020 — Марио Молина (р. 1943), мексикано-американский химик, лауреат Нобелевской премии (1995).

## Приметы
- Фёкла Заревница.
- В этот день убирали оставшуюся на грядках свёклу: «Фёкла, дергай свёклу».
- С Фёклы дни быстро убывают, ночи темнеют[6].
- В старину верили: в этот день всё, что завяжешь, — не развязать, то есть крепким счастье будет, а свадьба — доброй.
- Если кто-либо не трогал руки девичьей, не брал принесённый девицей калач, то девушка решала: сидеть ей в девках, мыкаться у печи, у квашни не хозяйкой быть. Коли холодная зыбь руки касалась, было поверье, что идти девице за бедного. А тёплым, лохматым покажется прикосновение — возьмёт в жены человек состоятельный[7].